# باري تي ألبين
باري تي ألبين (بالإنجليزية: Barry T. Albin)‏ هو قاضي ومحامي أمريكي، ولد في 7 يوليو 1952 في بروكلين في الولايات المتحدة.

## وصلات خارجية
- باري تي ألبين على موقع إن إن دي بي (الإنجليزية)